# 環濠集落

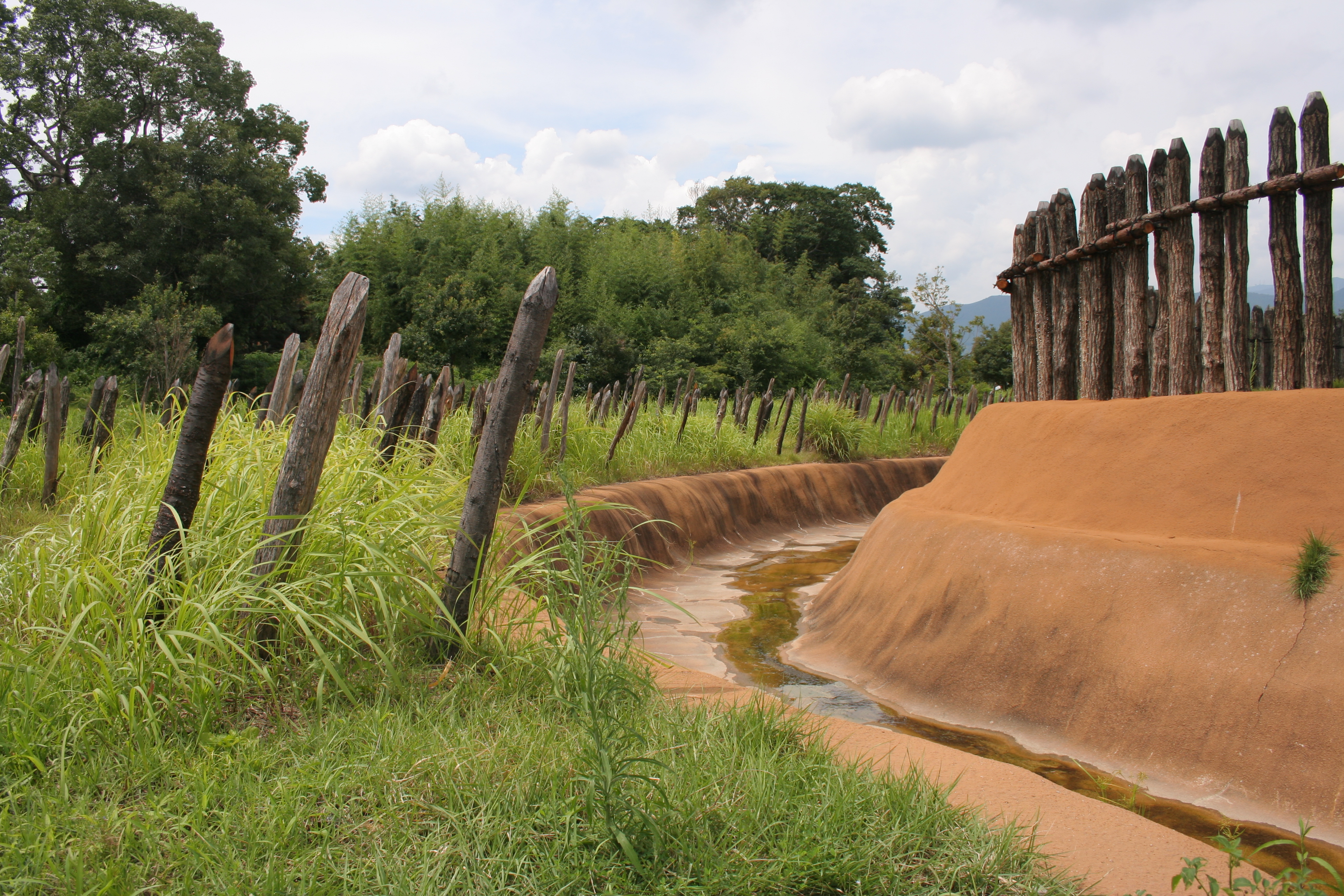
佐賀県神埼郡吉野ヶ里町・神埼市の吉野ヶ里遺跡を囲む環濠。

環濠集落（かんごうしゅうらく、英語: moated settlements, ditched settlements, ditch-enclosed settlements）とは、周囲に堀をめぐらせた集落（ムラ）のこと。水稲農耕とともに大陸からもたらされた新しい集落の境界施設と考えられている。
水堀をめぐらせた場合に環濠と書き、空堀をめぐらせた場合に環壕と書いて区別することがある。

## ルーツ
「環濠」と「環壕」のルーツはそれぞれ、長江中流域と南モンゴル（興隆窪文化）であると考えられており、日本列島では、弥生時代と中世にかけて各地で作られた。
長江中流域では、今から約8000年前の環濠集落が、湖南省のリーヤン平原にある彭頭山遺跡で発見されている。この環濠集落の直径が約200メートルで、西側が自然河川に繋がっており、北側と東側、南側には、幅約20メートルの濠が巡っているらしい。充分な発掘調査はまだであるが、水田稲作農耕の遺跡である。
内蒙古自治区赤峰市にある興隆窪遺跡から、約8200 - 7400年前の環濠集落が見つかっている。この集落は、長軸183メートル、短軸166メートルの平面形が楕円形に巡る溝によって囲まれている。溝の幅は約1.5 - 2メートルあり、深さは約1メートルほどである。環濠の内側から約100棟の竪穴建物が発見されている。この集落の生業はアワなどを栽培する畑作農業である。

## 日本

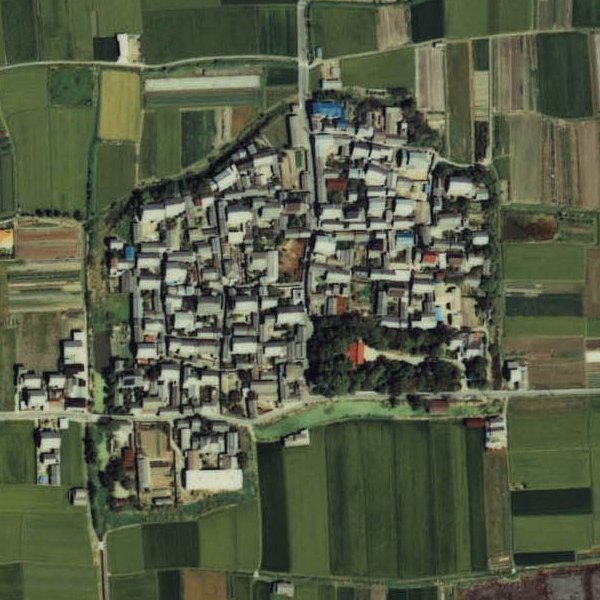
奈良県大和郡山市稗田町に現存する環濠集落。国土交通省『国土画像情報（カラー空中写真）』より作成。

### 発見
日本における環濠集落の学史は、福岡県福岡市博多区博多駅南周辺に広がる比恵遺跡群の発掘調査に始まる。1933年（昭和8年）頃から始まった当地域の土地区画整理事業に伴い、1938年～1939年（昭和13年～14年）にかけて鏡山猛・森貞次郎により実施された発掘調査で、溝によって複数の竪穴建物が囲われた弥生時代の「環溝（かんこう）」遺構が検出され「環溝住居阯（かんこうじゅうきょし）」として報告・研究されたことが、後の環濠集落研究の端緒となった。1952年（昭和27年）の比恵遺跡群第2次調査で検出された「第5号環溝」と呼ばれる1辺10メートルほどの環溝は「比恵環溝住居遺跡」として福岡県指定史跡に指定されている。ただし、この第5号環溝については、1辺が10メートルと小さいうえ、内部に建物遺構が検出されていないため、環溝集落（または環溝住居）と見てよいものか決め手を欠き、現代の知見では、墳丘と埋葬施設が削平された方形周溝墓である可能性が高いとされている。

### 特色
環濠集落には、防御と拠点という特色がみられる。断面が深くV字形に掘削された環濠やその周辺に逆茂木と称されるような先を尖らせた杭を埋め込んでいる様子から集落の防御的性格があったことが窺える。また、大規模な集落については、長期間継続し、人口も集住し、周辺に小集落が存在し、首長の居宅や祭祀用の大型掘っ立て柱建物があり、金属器生産が行われ、遠隔地との交流物品が出土することなどから、政治的・経済的集落であり、拠点的集落という性格を有すると考えられる。
倭国における王権形成期とされる弥生時代中期には防御的性格を強め、高地性集落とともに、王権形成過程の軍事的動向を反映していると考えられている。王権形成が進み古墳時代に入ると、首長層は共同体の外部に居館を置くようになり、環濠集落は次第に解体される。

### 縄文時代
縄文人のムラは環濠を形成しない傾向にある。しかし、今から約4000年前（中期末から後期初）、北海道苫小牧市にある静川（しずかわ）16遺跡から幅1 - 2メートル、深さが2メートルほどあり、断面形がV字状になった溝が、長軸約56メートル、短軸約40メートルの不正楕円形にめぐる環濠集落が発見されている。環濠の内側から2棟、外側からは15棟の円形竪穴建物が見いだされている。それは、弥生の環濠集落とは性格を異にするものであろう。例えば、縄文人の祭祀の空間だったのかも知れない。
縄文時代の環濠集落は、現在のところこの遺跡のみである。環濠ではないが、秋田県上新城に晩期末の二重の柵、茨城県小場に中・後期の住まいと墓地を隔てる真っ直ぐな溝、埼玉県の後期末から晩期初の宮合貝塚などがある。これらは、祭の場、墓地などを囲み、日常の位の場とを分離していたものである。

### 弥生時代
環濠集落は稲作文化と同時に大陸から伝来し、列島東部へ波及したと考えられている。しかし、2世紀後半から3世紀初頭には、弥生時代の集落を特徴付ける環濠が各地で消滅していく。この時期に、西日本から東海、関東にかけて政治的状況が大きく変わったことを示すものとして考えられている。また、弥生文化のものと類似した環濠集落は朝鮮半島南部でも発見されている。
この時代の環濠集落は、沖積地の微高地に立地する低地型と台地・丘陵などの高所に立地する高地型がある。低地型は水濠で、高地型は空壕で囲まれている。
今のところ、弥生時代でもっとも古い環濠集落は、北部九州の玄界灘沿岸部に位置する福岡県粕屋町の江辻遺跡で弥生時代早期のものが見つかっている。
近畿では早期の環濠集落はないが、前期前半では神戸市大開遺跡がある。長径70メートル、短径40メートルで、環濠内からは竪穴建物と貯蔵穴が検出されている。環濠の断面はV字形と逆台形で、溝の幅2メートル、深さ1.5メートルあったと推定されている。出土した石器のうち打製石器が大きな割合を占めている。
愛知県の朝日遺跡は、弥生時代中期の集落であり、環濠集落のなかでも最も防御施設の発達した集落として知られている。集落の外側に大濠をめぐらせて、その土で内側に土塁を築いたと考えられている。さらに外側には逆茂木を伴う2重の柵と乱杭をめぐらしている。弥生時代前期末以降に発達する環濠集落は、濃尾平野以西の各地域に水稲農耕が定着した段階であり、その定着によって引き起こされた土地や水争いなどの村落間の戦いに備えて独自に成立したと見られる。
そのころ、福岡市の板付遺跡と大阪府高槻市の安満（あま）遺跡、京都府京丹後市扇谷遺跡などに環濠集落が現れる。板付では復元幅2メートル以上、深さ1メール以上の断面V字形の溝を、長径120メートル、短径100メートルの長円形に堀めぐらしている。濠外にも住居や穴倉がある。扇谷遺跡では、最大幅6メートル、深さ4メートルの環濠か、長径270メートル、短径250メートルでムラを囲っている。これらの遺跡からムラを防御していることが考えられる。
また、北部九州や近畿地方などの西日本では、水稲農耕の定着した時期の弥生時代前期末段階で、ムラづくりが共通していたとも考えられる。次の弥生中期以降、近畿では環濠集落が普及し、径300から400メートルに及ぶ大規模な環濠を持ち、人々は濠内に集住したらしい。
後期には北部九州の佐賀県吉野ヶ里遺跡、大阪府の安満遺跡や池上・曽根遺跡、奈良県の唐古・鍵遺跡などの大規模環濠集落が挙げられる。
低地に作られ、通常は堀の外側に掘った土を盛った土塁がある（対照的に、中世の土塁は堀の内側にある）。ムラの内部と外部を区別する環濠を形成する目的として、外敵や獣などから集落を守る防御機能を備えることが考えられている。堀は二重・三重の多重環濠となることもあり、長大な環濠帯を形成しているものもある。水稲農耕に必要な首長権力や、共同体の結束強化、内部と外部での階級差を反映しているとも考えられている。また、水堀の場合には排水の機能をもたせることができる。

### 中世
室町時代の後半の戦国時代では戦乱が多発し、農村では集落を守るために周囲に堀（環濠）を巡らして襲撃に備えるところが現れ、中世の環濠集落として現在も各地に点在している。有力な仏教寺院が中心に存在し、規模が大きくなる場合は「寺内町」となる。今も一部に環濠が残る今井町などが挙げられる。現存集落の一つである稗田環濠集落（奈良県大和郡山市）は、賣太神社を中心とする集落である。浜野卓也・箕田源次郎の著作『堀のある村』（1973年6月、岩崎書店・少年少女歴史小説シリーズ）は、賣太神社の古記録をもとにしている。

## 古代遺跡
現在でも当時以来の姿を残した環濠集落が、わずかながら存在する。吉野ヶ里遺跡の遺構からは、大規模な環濠集落の全貌が明らかにされた。また、最近では伊邪那美神陵伝説地の一つである安来市伯太町からも経塚鼻遺跡が発掘され話題を呼んでいる。

### 早期
- 江辻遺跡（福岡県粕屋町）弥生時代早期後半、幅約1メートルほどの浅い溝が周囲を二重に巡っている。この集落は、朝鮮半島南部の影響を強く受けて、成立したものか。
- 那珂遺跡（福岡県）正円に近い二重の環濠、外径150メートル。

### 前期
北部九州から瀬戸内海沿岸地域、大阪湾沿岸へと東進波及する。規模は、径70 - 150メートル、卵形、小規模で大環濠に肥大しない。
- 板付遺跡（福岡市）
- 百間川沢田遺跡（岡山県）
- 中ノ池遺跡（香川県善通寺市）
- 大開遺跡（兵庫県神戸市）
- 安満遺跡（大阪府高槻市）
- 扇谷遺跡（京都府京丹後市、旧峰山町、山陰地方、二重の環濠で、土器、石器、鉄斧、玉づくりの道具、ガラス塊、土笛などが出土。）

### 中期以降
- 原の辻遺跡（長崎県壱岐島南東部）
- 吉野ヶ里遺跡（佐賀県吉野ヶ里町）
- 経塚鼻遺跡（島根県安来市）
- 池上・曽根遺跡（大阪府和泉市と泉大津市にまたがる）
- 稗田の環濠集落（奈良県大和郡山市）
- 唐古・鍵遺跡（奈良県田原本町）
- 太田・黒田遺跡（和歌山県和歌山市）
- 朝日遺跡（愛知県清須市、春日町、名古屋市にまたがる）最も防御施設が充実した遺跡
- 神崎遺跡（神奈川県綾瀬市）
- 大塚・歳勝土遺跡（神奈川県横浜市）
- 下之郷遺跡　(滋賀県守山市)

## 現存する集落

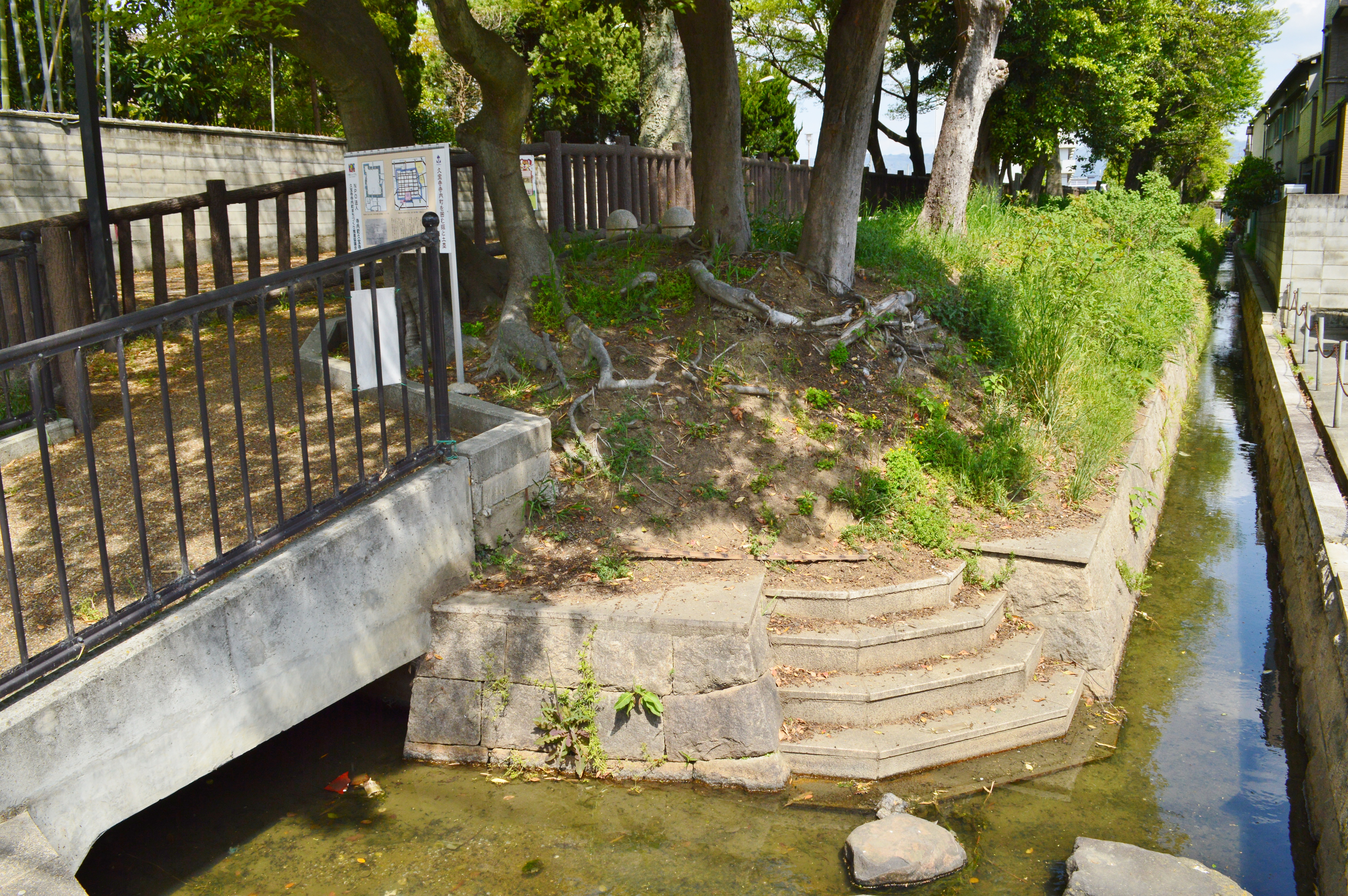
久宝寺寺内町の環濠。大都会大阪府八尾市の中心地にあり、環濠集落としての原型はほとんど残っていない

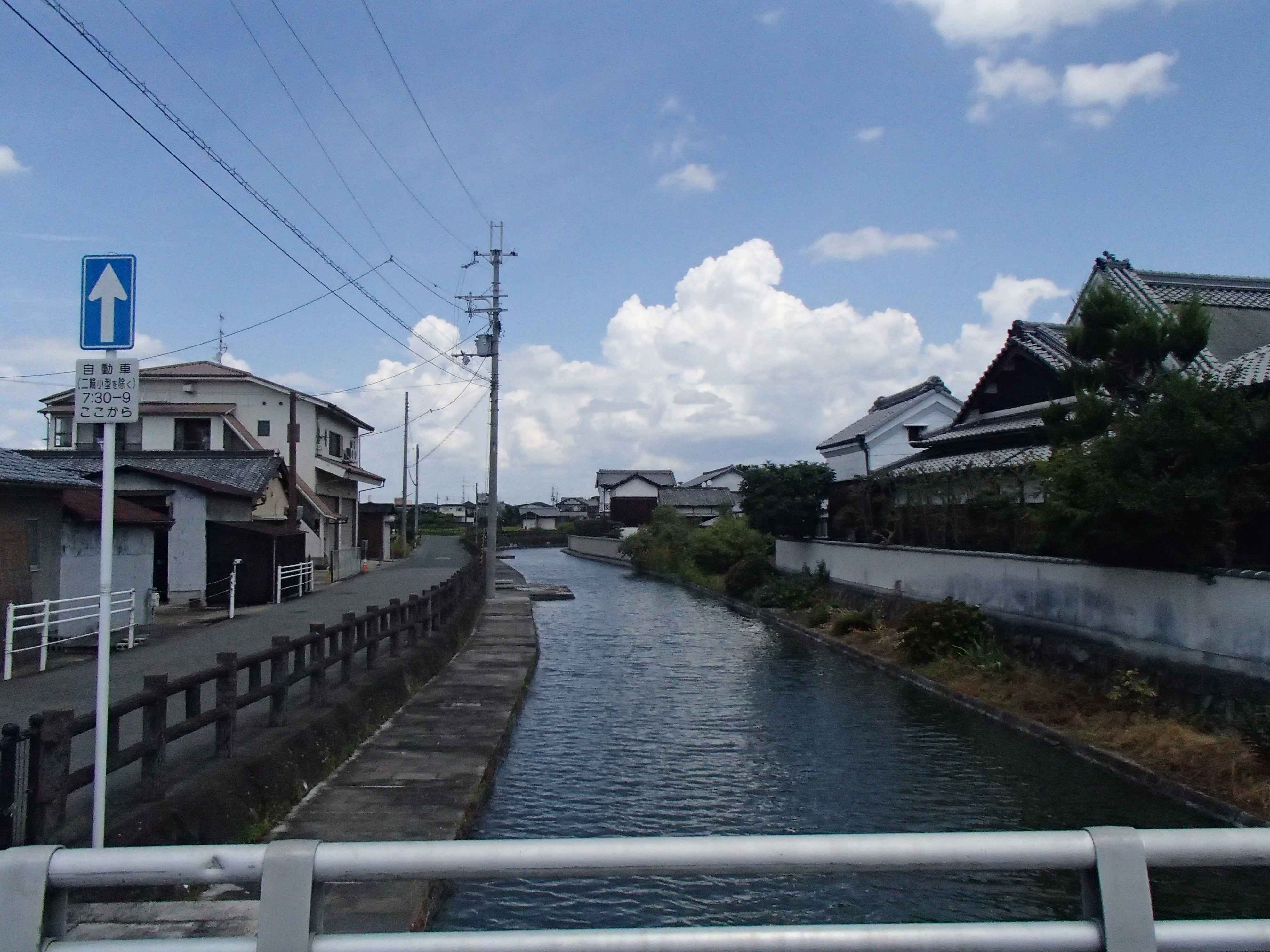
稗田環濠集落

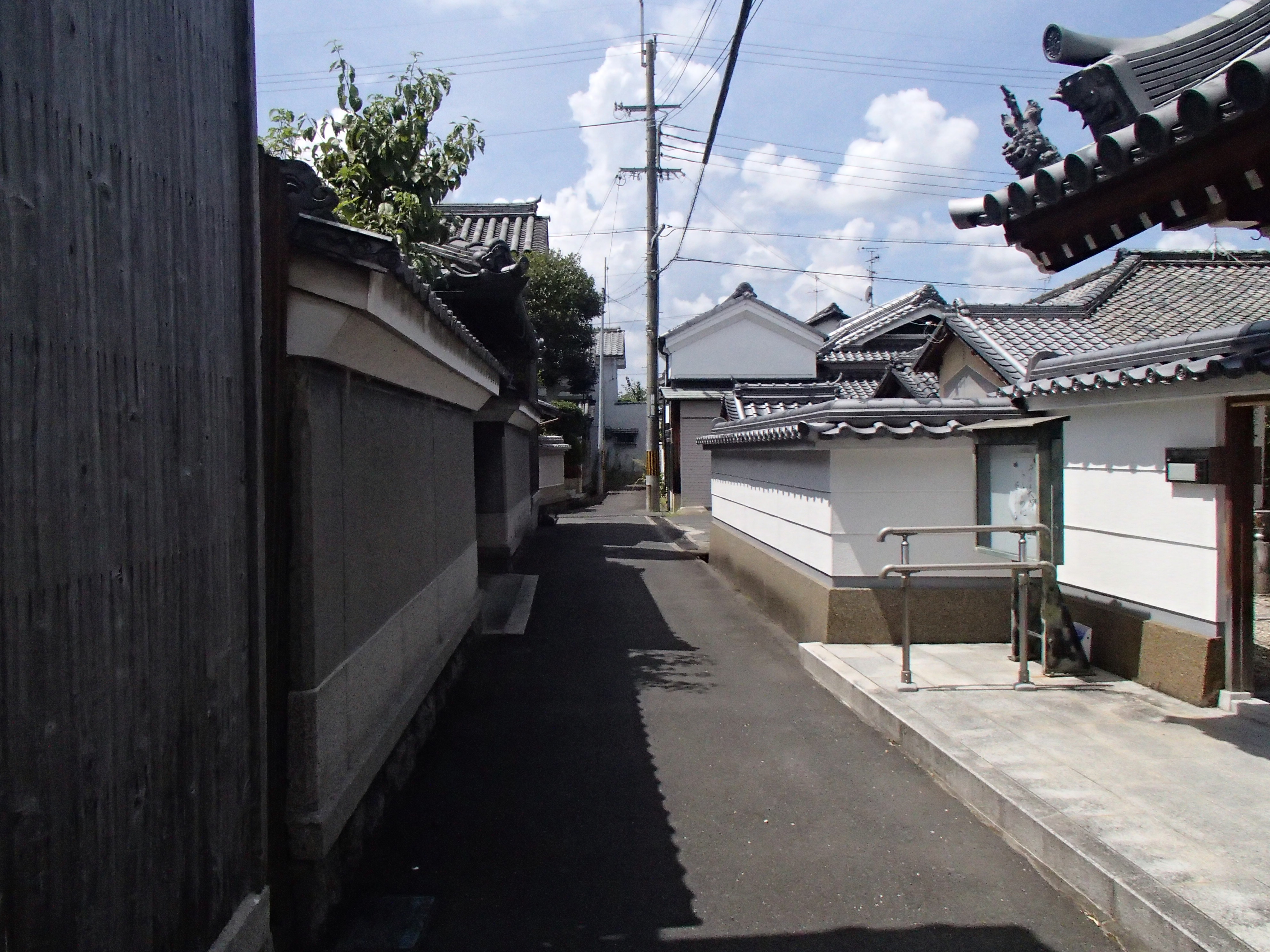
稗田環濠集落

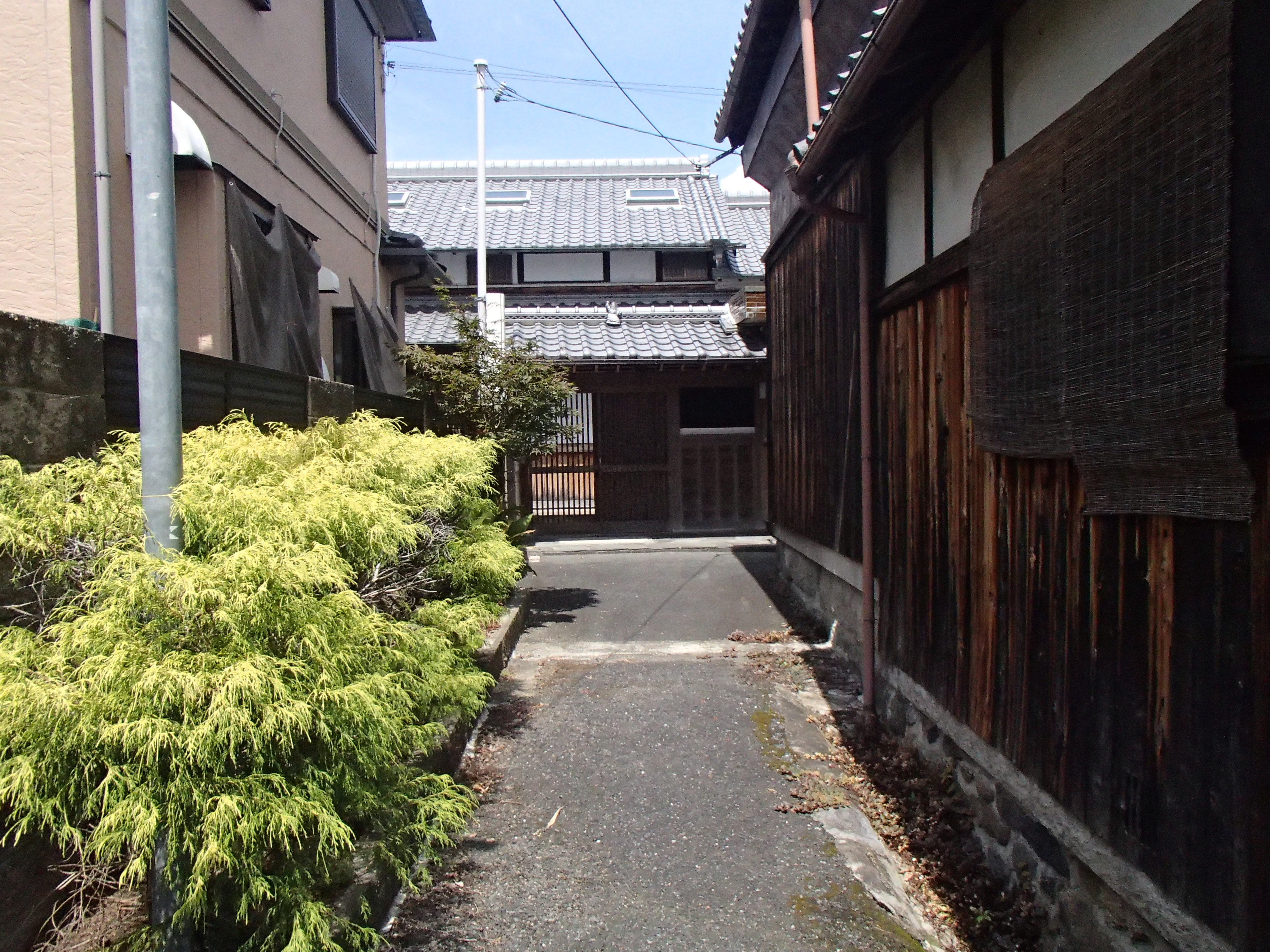
稗田環濠集落

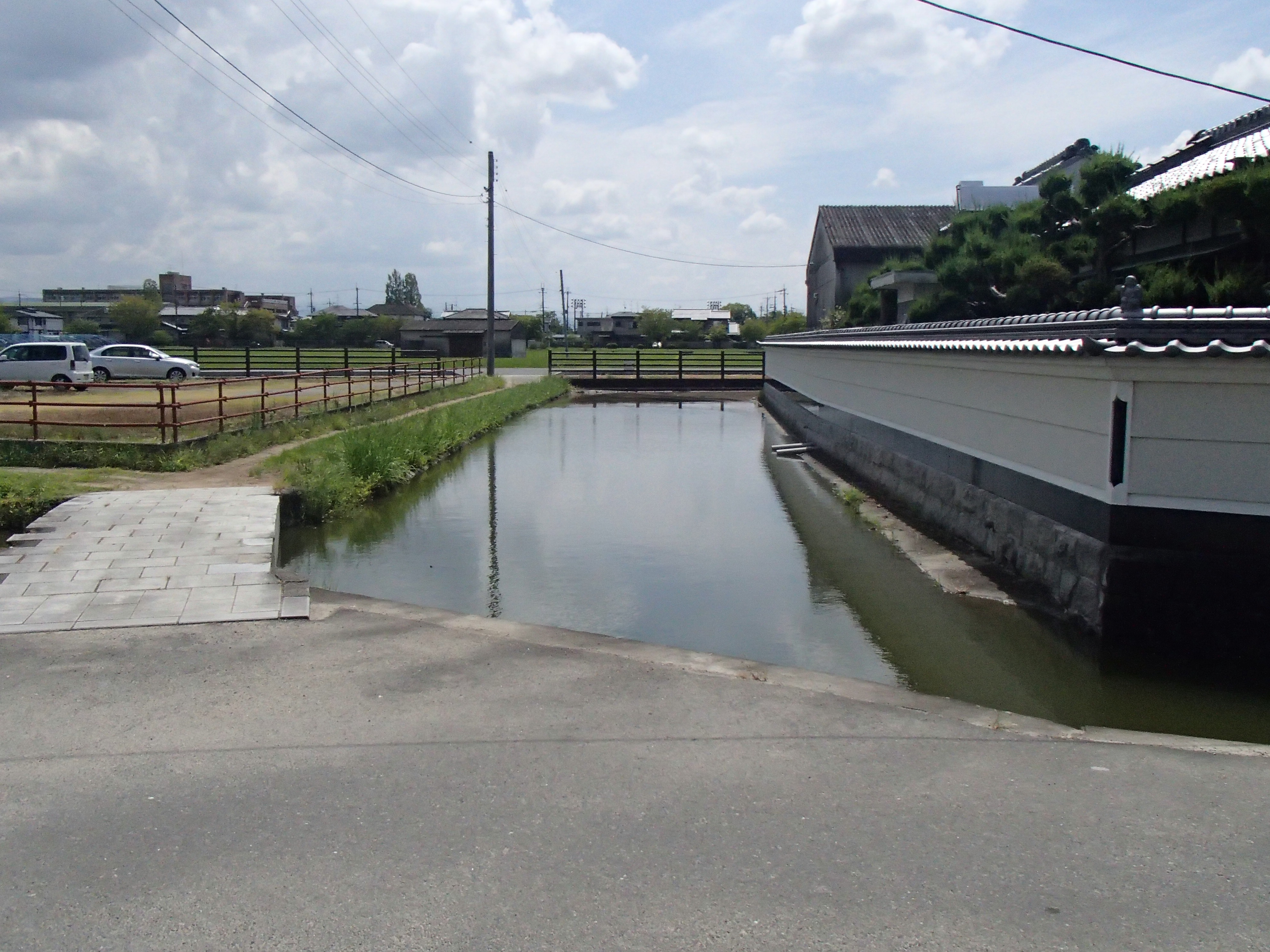
稗田環濠集落

特に若槻環濠集落と稗田環濠集落（いずれも奈良県大和郡山市）が歴史学的に重要な史跡として有名であり、また郡山駅からほど近い上に稗田環濠集落内の賣太神社の前に駐車場があるという点で、観光名所としても有名である。
- 三重県
  - 一身田寺内町(三重県津市)
- 滋賀県
  - 下石寺環濠集落(滋賀県彦根市)
  - 新海町(滋賀県彦根市) - 新海地区の開発領主、新開氏の平地城館の跡地とされ、新開氏が1558年に滅ぼされた後は集落の用水路として使われている
- 大阪府
  - 久宝寺寺内町(大阪府八尾市)
  - 恵光寺寺内町(大阪府八尾市)
  - 平野郷環濠跡(大阪府大阪市平野区) - 集落としての原型を留めておらず、環濠もほとんど埋められているが、一部が保存されて整備されている。平野氏の氏神である杭全神社などが現存する。
  - 喜連環濠集落(大阪府大阪市平野区) - 1960年代に環濠が埋め立てられ、道路となった。集落の入口にあった6つの地蔵尊が現存する。
  - 玉出環濠集落(大阪府大阪市西成区) - 戦時中の大空襲で被害を受け、戦後の区画整理で環濠集落としての原形はとどめていない。
- 奈良県
  - 稗田環濠集落（奈良県大和郡山市） - 集落内の入り組んだ道や鬼門の「七曲り」など環濠集落の特徴が完全に現存しているという点で貴重な環濠集落。稗田氏の拠点であり、古事記の編纂者である稗田阿礼の出身地とされており、稗田阿礼を祀る賣太神社がある。
  - 若槻環濠集落（奈良県大和郡山市） - 環濠集落が形成される時期が資料で裏付けできるという点で貴重な環濠集落。
  - 番条環濠集落（奈良県大和郡山市）- 室町時代に勢力を伸ばした国人領主の番条氏の居宅にルーツを持ち、大和永享の乱に際して「番条城」として城砦化。番条城が1580年に織田信長の命により破却された後は集落の用水路として使われている。ほとんど整備されておらず、かえって環濠集落の原風景を残している
  - 高安環濠集落（奈良県斑鳩町）
  - 南柳生環濠集落（奈良県天理市）
  - 竹之内環濠集落（奈良県天理市） - 標高約100ｍと、奈良盆地内で最も高いところにある環濠集落
  - 萱生環濠集落（奈良県天理市）
  - 井戸環濠集落（奈良県川西町）- 戦国時代に筒井氏の家臣として勢力を伸ばした大和の国人領主の井戸氏の居宅に環濠を巡らせたもので、現在も環濠集落内に一族が居住する
  - 辻環濠集落（奈良県川西町） - 詳細不明だが、領主の居宅に環濠を巡らせたものらしい
  - 中村環濠集落（奈良県川西町）- 惣村にルーツを持つ
  - 市場環濠集落（奈良県川西町） - 結崎地区の信仰の中心であった糸井神社の周囲に濠を巡らせたもので、名称は神社の祭礼の日に市場が立ったことに由来するらしい
  - 西安堵環濠集落（奈良県安堵町）- 集落の北部に環濠が残る。登録有形文化財となっている荘司家住宅の敷地内に流れる水路が環濠の東端であるという。
  - 保津環濠集落（奈良県田原本町）- 誓願寺を中心とした惣村型の環濠集落。
  - 秦楽寺環濠集落（奈良県田原本町） - 秦楽寺を中心として、戦国時代に城塞化したが、1570年に松永久秀に攻められて灰となった。のちに復興された秦楽寺の北側に環濠の一部が現存（元々は2重の環濠があったが、1729年に中堤を撤去してため池に転用された）。また、笠縫駅東側の線路沿いに環濠土塁が現存する。
  - 南郷環濠集落（奈良県広陵町） - 奈良県最大の環濠集落
  - 藤森環濠集落（奈良県大和高田市）
  - 今井環濠集落（奈良県橿原市）
- 佐賀県
  - 直鳥環濠集落クリーク公園（佐賀県神埼市）

など。